# Heinz-Jürgen Schröder

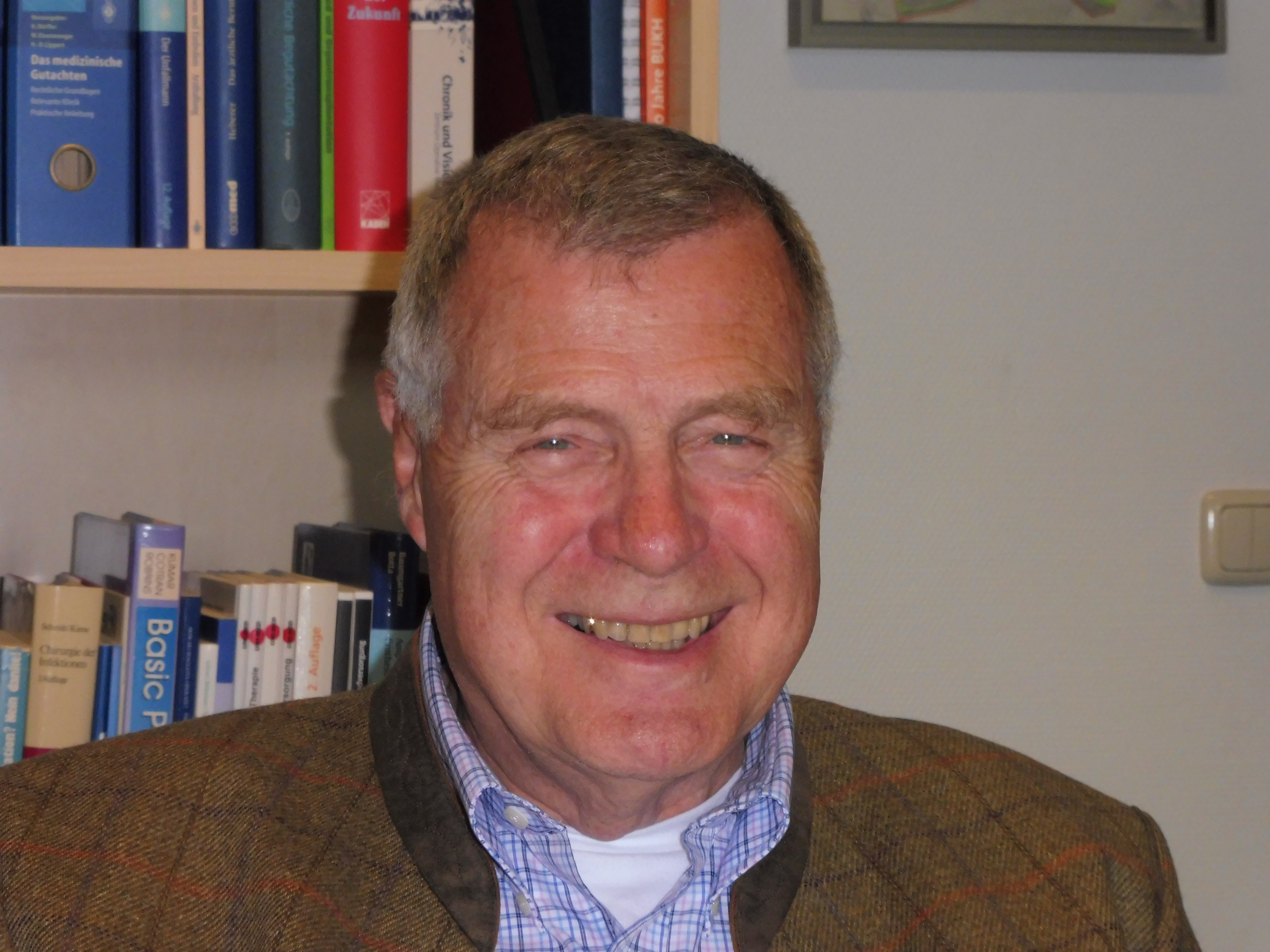
Heinz-Jürgen Schröder (2017)

Heinz-Jürgen Schröder (* 9. September 1939 in Erfurt; † 25. Februar 2023 in Husum) war ein deutscher Chirurg.

## Leben
Als Chirurgensohn besuchte Schröder die Goethe-Oberschule in Weißenfels. Nach dem Abitur 1957 studierte er an der Universität Leipzig, der Ludwig-Maximilians-Universität München und der Universität Hamburg Medizin. Das Staatsexamen bestand er 1963 mit „sehr gut“. Von 1963 bis 1965 war er Medizinalassistent in Eppendorf (Pathologie), Barmbek und Altona. 1966 wurde er zum Dr. med. promoviert. Mit der Familie ging er für gut zwei Jahre nach New Jersey und Honolulu. Von 1969 bis 1977 durchlief er am AK Altona die chirurgische Fachausbildung bei Hartwig Kirschner und Konrad Lange. Von 1977 bis 2002 war er Chefarzt der Chirurgischen Klinik im Kreiskrankenhaus Husum. Als er 1993 die 153. Tagung der Vereinigung Nordwestdeutscher Chirurgen in Husum leitete, wurde die Zusammenlegung mit der Wissenschaftlichen Gesellschaft für Chirurgie an den Universitäten Greifswald und Rostock beschlossen. Von 1995 bis 2014 war Schröder mit der Geschäftsleitung der neugegründeten Günther Haenisch Studien und Forschungsstiftung betraut. Für das Husumer Krankenhaus gründete er einen Förderverein. Im Berufsverband der Deutschen Chirurgen war er von 2000 bis 2008 Vorsitzender des Landesverbandes Schleswig-Holstein. Von 2007 bis 2015 war er mit seiner Frau ehrenamtlicher Klostervorsteher in Husums Gasthaus zum Ritter St. Jürgen. Von 2010 bis 2017 war er Endoskopie-Instruktor bei Olympus. Seit 2015 saß er im Ehrenrat des Berufsverbandes der Deutschen Chirurgen.

## Ehrungen
- Wolfgang-Müller-Osten-Medaille des Berufsverbandes der Deutschen Chirurgen (12. Juni 2010)[5]
- Ehrenmitglied der Vereinigung Norddeutscher Chirurgen[8]

## Werke
- mit Wolfgang Teichmann und Christoph Eggers: 100 Jahre Vereinigung Nordwestdeutscher Chirurgen. Hamburg 2009.
- mit Rüdiger Döhler und Eike Sebastian Debus: Chirurgie im Norden. Zur 200. Tagung der Vereinigung Norddeutscher Chirurgen in Hamburg 2017. Kaden Verlag, Heidelberg 2017, ISBN 978-3-942825-67-2.